# Walter Welford
Walter Welford, född 21 maj 1868 i Bellerby, Yorkshire, död 28 juni 1952, var en engelsk-amerikansk politiker. Han var guvernör i delstaten North Dakota 1935–1937. Han var medlem i både republikanerna och Nonpartisan League.
Welford gjorde en lång karriär inom delstatspolitiken i North Dakota. Han tillträdde 1935 som viceguvernör i North Dakota. Guvernör Thomas H. Moodie avsattes efter bara några veckor i ämbetet och efterträddes av Welford som innehade guvernörsämbetet i nästan en hel mandatperiod. Welford efterträddes som guvernör den 6 januari 1937 av William Langer.
Welford avled under sjukhustransport på väg från sitt hem i Pembina County till ett sjukhus i Manitoba på andra sidan av den kanadensiska gränsen. Anglikanen Welford gravsattes på Cavalier Cemetery i Pembina County.